# サン・ジョルジョ (揚陸艦)
サン・ジョルジョ（イタリア語：San Giorgio, L 9892）は、イタリア海軍のサン・ジョルジョ級強襲揚陸艦1番艦。艦名は聖ゲオルギウスのイタリア語読みに由来し、この名を受け継いだイタリア軍艦としては3代目にあたる。

## 艦歴
「サン・ジョルジョ」は、フィンカンティエリリヴァ・トリゴソ造船所で建造され1985年5月27日に起工、1987年2月21日に進水、1988年2月13日に就役し第3海軍管区に配備される。
3番艦「L9894 サン・ジュスト」が就役する1994年までは士官学校の練習艦任務を務め、1999年に水陸両用戦部隊司令部に配備される。
1992年12月から「L9893 サン・マルコ」およびサン・マルコ連隊と共にソマリアへの人道支援（アイビス1号任務）のために派遣される。1993年に艦隊が編制されたが、その編制は次の通り。
サン・マルコ連隊
- 揚陸艦:サン・ジョルジョ、サン・マルコ

第24海軍グループ
- ヘリコプター巡洋艦：C550 ヴィットリオ・ヴェネト
- 補給艦:A5329 ヴェスヴィオ
- フリゲート艦：F571 グレカーレ

第25海軍
グループ
- 航空母艦:C551 ジュゼッペ・ガリバルディ
- 補給艦:A5327 スロトンボリ
- フリゲート艦:F573 シロッコ

アイビス2号任務という正式な指令を元にソマリアに派遣される。1995年1月11日から3月23日にかけて再度艦隊が編制された。

第26海軍グループ
- 航空母艦:C551 ジュゼッペ・ガリバルディ
- 補給艦:A5327 スロトンボリ
- フリゲート艦:F572 リベッチオ

アイビス3号任務と命名された作戦は、ソマリアから国連平和維持軍の撤退を支援した。
1999年から2000年にかけて近代化改修工事が実施され、これにより艦首の62口径76mm砲を撤去し甲板を延長、左舷中央部付近にあった上陸用舟艇2隻分のクレーンを撤去して、舟艇用格納庫を張り出すように拡大し、合わせて甲板も拡大する。これにより甲板前部と後部に大型ヘリコプターが1機ずつ、艦中央部に中型ヘリコプターが2機、合計4機分の発着艦スペースが確保される。
2006年夏にレバノン・ベイルートから避難する民間人をキプロス島ラルナカまで輸送する任務に投入された（ミモザ06作戦）。艦隊の内訳は次の通り。
イタリア海軍
- 揚陸艦:L9893 サン・マルコ、L9894 サン・ジュスト(それぞれ、サン・マルコ連隊およびラグーン連隊を乗艦)
- 航空母艦:「551 ジュゼッペ・ガリバルディ」
- 駆逐艦:D560 ルイージ・ドゥランド・デ・ラ・ペンネ」
- フリゲート艦:F574 アリセオ

避難民救援のため外務省の依頼に基き、レバノンに展開するイタリア赤十字社、世界食糧計画を支援すべくサン・マルコ連隊およびラグーン連隊をティルスに上陸させ避難民に食料、医薬品が提供される。
2009年時点の母港はブリンディジ海軍基地。